# Руозина (Лука)
Руозина је насеље у Италији у округу Лука, региону Тоскана.
Према процени из 2011. у насељу је живело 133 становника. Насеље се налази на надморској висини од 131 м.